# Dorsal asísmica
Una dorsal asísmica es una larga  y lineal cordillera submarina. Las dorsales asísmica son volcánicamente inactivas y se suelen ubicar en cuencas oceánicas profundas. Un ejemplo es la cadena Walvis en el océano Atlántico. En la mayoría de los casos son alineamientos de relieves volcánicos, nacidos a menudo como islas sobre un punto caliente, y luego reducidos en volumen por su enfriamiento y por el adelgazamiento de la litosfera oceánica que ocurre en ésta a medida que se aleja de la dorsal mediooceánica donde se ha formado.